# Duncan Ochieng
Duncan Ochieng (31 agosto 1978) è un calciatore keniota, portiere del Tusker.

## Carriera

### Nazionale
Tra il 1997 ed il 2013 ha giocato complessivamente 42 partite con la nazionale keniota, con la quale ha inoltre preso parte alla Coppa d'Africa del 2004.

## Palmarès

### Club

#### Competizioni nazionali
- Kenyan Premier League: 1

Tusker: 2011